# 독도의 달
독도의 달(獨島-月)은 2005년 6월 9일에 경상북도 의회가 조례를 통과시킨 기념일이다. 매년 10월 25일을 기념하고 있다.
원래는 시마네현이 2005년 3월에 다케시마의 날을 제정한 것에 의해서, 대한민국 정부가 다케시마의 날에 항의하면서 한일 교류 이벤트가 중지되거나 연기되었다. 경상북도는 더욱 강력하게 일본에 압력을 가하는 목적으로 독도의 달을 제정했다.

## 구체적인 내용
- 경상북도와 의회는 시마네 현이 다케시마의 날의 조례를 파기할 때까지, 시마네 현과의 교류를 전면적으로 정지한다. 단, 상법의 적용을 받는 법인·단체와 정부수준 등의 국제 행사에서의 한일 방문은 예외가 된다.
- 경상북도의 공무원, 경상북도가 1/2 이상 출장하는 기업·단체의 직원 등에 의한 방일 출장을 규제한다.

## 같이 보기
- 독도의 날
- 다케시마의 날
- 대마도의 날